# Jenny Alpha
Jenny Alpha (* 22. April 1910 in Fort-de-France, Martinique; † 8. September 2010 in Paris) war eine französische Schauspielerin und Sängerin.

## Leben
Jenny Alpha wurde in Martinique geboren, ging allerdings 1929 nach Paris. Sie wollte ursprünglich Lehrerin werden, entschied sich dann jedoch für eine künstlerische Laufbahn. Ende der 1930er Jahre unternahm sie ihre ersten künstlerischen Versuche als Sängerin und Tänzerin. Sie organisierte in dieser Zeit auch eine Ausstellung über die Kultur des Westindischen Inseln. Während des Zweiten Weltkriegs war sie in der Résistance, bevor sie ihren Ehemann Noël Villard, einen bekannten französischen Schriftsteller, kennenlernte. Nach dem Zweiten Weltkrieg strebte Alpha zunächst eine Karriere als klassische Schauspielerin an. Da sie als Farbige keine ernsthaften Rollenangebote im klassischen Fach erhielt, nahm sie ihre Karriere als Sängerin wieder auf. Sie interpretierte Jazz und Bossa Nova. Sie lernte Duke Ellington und Joséphine Baker kennen, die sie künstlerisch beeinflussten. Alpha trat ab Ende der 1940er Jahre bis Mitte der 1950er Jahre in diversen Revuen und Music-Hall-Theatern auf. Von Paris aus gab sie Gastspiele unter anderem in Italien, Belgien, Holland, Luxemburg, Griechenland und Marokko. Sie trat im Teatro Arena Cavour in Mailand auf (1949, 1951), im Papaoianou-Theater in Athen (1952, 1953) und im Teatro Reposi von Turin (1952, 1953).
Ab 1947 trat Alpha auch auf der Theaterbühne auf, wurde jedoch zunächst nur in kleinen Rollen, meistens dann besetzt, wenn exotische Charaktere verlangt wurden (1947 Prostituierte in Le train de 8 h 47, 1952 als Kubanerin Anita in Une Femme Par Jour). Der künstlerische Durchbruch als ernsthafte Schauspielerin gelang ihr 1958 mit der Rolle der Neige in dem Theaterstück Die Neger von Jean Genet. 2004 spielte sie am Théâtre de Bobigny in Tschechows Theaterstück Der Kirschgarten in einer Inszenierung von Jean-René Lemoine. 2005 trat sie im Film Monsieur Étienne auf. 2008 erschien ihr letztes Album La sérénade du muguet.
Alpha erhielt in Anerkennung ihrer künstlerischen Verdienste mehrfach Auszeichnungen. 2005 wurde sie zum Officier des Arts et des Lettres ernannt. Am 1. Januar 2009 erhielt sie den Titel Ritter der Ehrenlegion durch die französische Regierung. 2010 feierte sie noch ihren 100. Geburtstag. Sie starb am 8. September 2010.

## Filmografie
- 1976: Le journal de Getuglio (Miniserie)
- 1976: Die Fälle des Monsieur Cabrol (Les Cinq Dernières Minutes)
- 1978: En l'autre bord
- 1979: Bolivar et le congrès de Panama (Fernsehfilm)
- 1980: Le fils puni
- 1981: Le voleur d'enfants (Fernsehfilm)
- 1983: Médecins de nuit (Fernsehserie, Folge: Le bizutage)
- 1984: Péchés originaux (Fernsehserie, Folge: J'ai comme une musique dans la tête)
- 1984: Réveillon chez Bob
- 1986: Der gewöhnliche Wahnsinn einer Tochter Hams (Folie ordinaire d'une fille de Cham)
- 1987: La vieille quimboiseuse et le majordome
- 1988: Karukera au bout de la nuit
- 1991: Glühender Himmel (La montagne de diamants)
- 1991: Le secret de Sarah Tombelaine
- 1993: Die Abwesenheit (L'absence)
- 1995: Noir comme le souvenir
- 1999: Le bleu des villes
- 2005: Monsieur Étienne